# Alfredo Varela
Alfredo Martín Pedro Varela, né le 24 septembre 1914 à Buenos Aires et mort le 25 février 1984 à Mar del Plata, est un écrivain argentin connu pour sa littérature sociale. Son œuvre la plus connue est le roman Le fleuve sombre.

## Biographie
Alfredo Varela a adhéré publiquement au communisme, motif pour lequel il a été poursuivi et incarcéré plusieurs fois. En 1952, étant détenu sous le gouvernement de Juan Perón, il a travaillé avec le chanteur de tangos, acteur et réalisateur de cinéma réputé Hugo del Carril, qui était péroniste et est intervenu pour que Perón ordonne sa libération. Alors Perón et Varela ont eu ce dialogue:
–Pourquoi êtes-vous détenu? – a demandé Perón.
–Pour avoir uriné face à l'ambassade soviétique – a répondu l'écrivain, en provoquant le rire de Perón.
- Ecoutez, en fait nous sommes tous un peu communistes, si finalement ce que nous cherchons est la justice sociale.
En réalité, personne n'avait uriné nulle part. Ce fut le prétexte utilisé par la police pour l'arrêter lorsqu'il sortait de l'ambassade soviétique.

## Œuvre principale

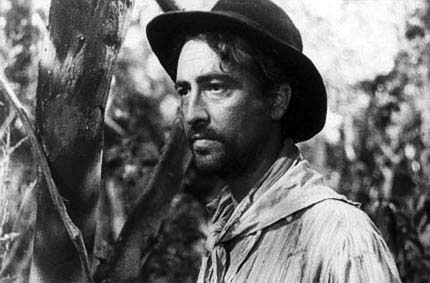
Hugo del Carril, dans Le fleuve de sang.

Le fleuve sombre traite du travail des mensús, les travailleurs exploités des plantations de yerba mate du nord-est argentin et du Paraguay, sur lequel l'écrivain avait fait des recherches pour le quotidien Critica. Ce fut un grand succès public et il a été traduit en quinze langues. Écrit en 1943, il a constitué une nouveauté dans le paysage du roman latinoaméricain, non seulement par sa thématique sociale, mais surtout pour avoir introduit la fracture du récit, fournissant au lecteur divers angles d'approche. Dans Le fleuve sombre, trois lignes narratives confluent vers la fin: le récit principal de l'exploitation et la lutte du mensú Ramón, un récit statique de la forêt et de ses animaux sous le titre Dans le piège, et enfin La conquête, sur la lutte entre l'homme et la forêt.
C'est de ce roman qu'a été tiré le film Le fleuve de sang (1952), réalisé par Hugo del Carril qui y tient le rôle principal.
Varela a écrit aussi plusieurs livres politiques, chroniques de voyage et une biographie de Martín Güemes.

## Œuvres
- Roman Le fleuve sombre (1943, ed. Lautaro), traduit dans 15 langues dans 16 pays.
- Roman documentaire Güemes et la guerre des gauchos (1946, ed. Avril)
- Livre Un journaliste argentin en Union soviétique (1951, ed. Viento)
- Histoire documentaire Jorge Calvo, une jeunesse héroïque (1951, ed. Voz Juvenil)
- Livre Cuba con toda la barba (1961, ed. Esfera)
- Poème Abono inagotable (1967, ed. Esfera)
- Poésies (1976).

## Distinctions
- Médaille Joliot‐Curie pour la paix Frédéric Joliot-Curie (1965)
- Prix Lénine pour la Paix (1972), décerné par l'Union soviétique
- Ordre de l'Amitié des Peuples (1974), décerné par l'Union soviétique